# Bójki
Bójki – wieś w Polsce położona w województwie lubelskim, w powiecie lubartowskim, w gminie Ostrów Lubelski.
Wieś stanowi sołectwo gminy Ostrów Lubelski. Według Narodowego Spisu Powszechnego (III 2011 r.) wieś liczyła 61 mieszkańców.
Wierni Kościoła rzymskokatolickiego należą do parafii Parafia Niepokalanego Poczęcia NMP w Ostrowie Lubelskim.

## Historia
Uchwałą Sejmu Ustawodawczego z 22 lipca 1919 roku, przywracającą prawa miejskie Ostrowowi Lubelskiemu, Bójki wraz z sąsiednimi Jamami otrzymały status przedmieścia Ostrowa Lubelskiego. 31 grudnia 1961 wyłączone je ponownie z Ostrowa i włączono jako samodzielne wsie do nowo utworzonej gromady Ostrów Lubelski.
W 1946 odznaczona Orderem Krzyża Grunwaldu III klasy.
W latach 1975–1998 miejscowość należała administracyjnie do województwa lubelskiego.
Wierni Kościoła rzymskokatolickiego należą do parafii Parafia Niepokalanego Poczęcia NMP w Ostrowie Lubelskim.